# Al-Ghashiyah
Al-Ghashiyah (L'Avvolgente) è l'ottantottesima Sura del Corano, una sura meccana composta da 26 versetti. Questa sura tratta principalmente del Giorno del Giudizio e delle sue conseguenze, invitando gli ascoltatori a riflettere sulla vita dopo la morte e sulla responsabilità individuale di fronte a Dio.

## Contenuto

### Descrizione del Giorno del Giudizio
Versetti 1-6: La sura si apre con una descrizione dell'Avvolgente, il Giorno del Giudizio, che coprirà gli uomini con oscurità e porterà loro la notizia della loro resurrezione.

### La Resurrezione dei Morti
Versetti 7-16: Viene descritta la resurrezione dei morti e il raduno davanti a Dio per essere giudicati, con menzione dei segni della grandezza divina nella creazione dell'universo.

### La Responsabilità Individuale
Versetti 17-20: Gli ascoltatori sono invitati a riflettere sulla responsabilità individuale di fronte a Dio e sull'importanza di credere e compiere azioni giuste.

### L'Avvertimento ai Miscredenti
Versetti 21-26: Viene avvertito coloro che rifiutano il messaggio divino della punizione che li attende per la loro incredulità e ostinazione.

## Analisi
La Sura Al-Ghashiyah è importante perché invita gli ascoltatori a riflettere sul Giorno del Giudizio e sulle sue conseguenze, sottolineando l'importanza della fede e delle azioni giuste. Essa avverte i miscredenti della punizione che li attende per la loro incredulità e invita i credenti a riflettere sulla loro responsabilità individuale di fronte a Dio. La sura è quindi significativa per la sua testimonianza della grandezza divina e della responsabilità umana di fronte alla verità e alla giustizia.